# Djurgårdens IF Fotboll 1980
Djurgårdens IF Fotboll, spelade i allsvenskan 1980. DIF slutade på en 12:e plats i serien.
Publiksnittet på hemmamatcherna denna säsong var 5438. 
Interna skytteliga vinnare med 5 gjorda mål: Anders Grönhagen och Hans Holmqvist.